# Batalla de Chantilly
La batalla de Chantilly (u Ox Hill para los confederados) tuvo lugar el 1 de septiembre de 1862 en el Condado de Fairfax (Virginia), durante la campaña del Norte de Virginia de la guerra civil estadounidense. El cuerpo de Thomas J. "Stonewall" Jackson del Ejército del Norte de Virginia intentó cortar la línea de retirada del Ejército de Virginia, pero fue atacado por dos divisiones. Durante el enfrentamiento los dos comandantes de las divisiones federales murieron, pero la Unión consiguió su objetivo de detener el avance de Jackson. 

## Antecedentes
Derrotado en la Segunda batalla de Bull Run el 30 de agosto, el mayor general de la Unión, John Pope, ordenó a su Ejército de Virginia que se retirara a Centreville. El movimiento comenzó después del atardecer, con el III Cuerpo del mayor general Irvin McDowell cubriendo la retirada. El ejército cruzó el Bull Run y destruyó el puente de la Carretera de Warrenton, Stone Bridge. El general Robert E. Lee decide no aprovechar la ventaja conseguida ese día, principalmente porque sabía que su Ejército del Norte de Virginia estaba agotado tras dos semanas de continuas marchas y de casi tres días de batalla, así que dejó retirarse al ejército de la Unión sin molestarle. La decisión de Lee también permitió al II Cuerpo del Ejército de Virginia, al mando de Nathaniel P. Banks, agruparse con el grueso del ejército de Pope, abandonando Bristoe Station en donde había estado guardando los trenes de abastecimiento del ejército. Mucho más importante fue que la decisión de Lee le dio tiempo a la Unión para reforzar a Pope con los Cuerpos II, V y VI del Ejército del Potomac, que habían sido traídos de la Campaña de la Península.
En la mañana del 31 de agosto Pope comenzó a perder el dominio efectivo sobre su ejército. La derrota en la batalla de Segundo Bull Run parecía haber destrozado sus nervios y Pope no estaba seguro de qué hacer a continuación. Sabía que desde Washington deseaban que atacara, pero temía que Lee pudiera golpear primero y destruir su ejército antes de que se pudiera reorganizar para atacar. Convocó a una reunión a sus jefes de Cuerpo -algo a lo que había sido reacio a hacer antes durante toda la campaña del Norte de Virginia – en su Cuartel General en Centreville. Se decidió en la reunión retirar las tropas de la Unión a las defensas de Washington, pero un mensaje del General en Jefe Henry W. Halleck le ordenó que atacase y avanzar contra las fuerzas de Lee en el campo de batalla de Manassas.
Lee, sin embargo, ya había puesto en marcha su propio plan que le quitaría la iniciativa a Pope. Lee ordenó al mayor general Thomas J. "Stonewall" Jackson marchar con sus tropas para flanquear el ala derecha de la Unión y colocarse tras las posiciones de la Unión en Centreville. Abriendo camino y reconociendo el terreno para avisar de la existencia de tropas federales, fue la caballería confederada dirigida por el mayor general J.E.B. Stuart. Las fuerzas del mayor general James Longstreet permanecerían en sus posiciones tras el río Bull Run, queriendo así hacer creer a Pope que todo el ejército confederado se había detenido, mientras Jackson realizaba su flanqueo, primero en dirección norte y luego hacia el este, para ocupar el importante pueblo de Germantown (Virginia), cruce de caminos de la Carretera de Warrenton con la Carretera de Little River y única Carretera que enlazaba Centreville con Washington. Los hombres de Jackson, hambrientos y cansados, se movieron lentamente y pernoctaron en Pleasant Valley, a tres millas al norte de Centreville. Mientras Pope acampaba para pasar la noche del 31 de agosto, sin él saberlo, Lee estaba a punto, de nuevo, de flanquear a su Ejército de Virginia.
Durante la noche sucedieron dos hechos que hicieron que Pope cambiara de opinión. Un oficial del estado mayor llegó desde Germantown para informar que una importante fuerza de caballería había bombardeado el cruce antes de retirarse. Afortunadamente para Lee y Stuart, Pope no tuvo en cuenta a esta caballería al pensar que era una pequeña patrulla. Pero cuando horas después, dos soldados de caballería de la Unión informaron de que habían visto una larga columna de infantería marchando hacia el este por la Carretera de Little River, Pope comprendió que su ejército estaba en peligro. Canceló las órdenes que preparaban el próximo ataque y mandó retirar a su ejército de Centreville a Washington; también envió una serie de unidades de infantería a cubrir las carreteras que Lee podía usar para alcanzar a sus tropas en retirada.

## Batalla
En la mañana del 1 de septiembre, Pope ordenó al mayor general Edwin V. Summer del II Cuerpo del Ejército del Potomac, que enviase a una brigada al norte para reconocer el terreno; la caballería del ejército estaba demasiada agotada para realizar la acción. Pero al mismo tiempo que continuaba su movimiento en dirección a Washington, envió a los cuerpos de McDowell a Germantown para proteger este importante cruce de caminos por donde su ejército necesitaba retirarse. También envió la división del general de brigada Isaac Stevens, perteneciente al IX Cuerpo del mayor general Jesse L. Reno, hacia el norte para bloquear el avance confederado. La división del mayor general Philip Kearny del III Cuerpo le seguiría poco después.
Jackson reanuda su marcha hacia el sur, pero sus tropas estaban cansadas y hambrientas y avanzó poco bajo la persistente lluvia. Solo avanzó tres millas y ocupó Ox Hill, al sureste de Chantilly, deteniendo la marcha y tomando una siesta. Durante toda la mañana la caballería confederada había realizado varias escaramuzas con unidades de infantería y caballería de la Unión. Hacia las 15:00 horas, la división de Stevens llegó a Ox Hill. A pesar de ser muy inferior en número, Stevens decidió atacar a través de un campo de hierba sobre la división del general de brigada Alexander Lawton que se encontraba en el centro de la línea confederada. El ataque inicial tuvo éxito, derrotando a la brigada del coronel Henry Strong, pero un contraataque de la brigada del general de brigada Jubal Early hizo retroceder a Stevens, que murió hacia las 17:00 horas por un disparo en la sien.
Una fuerte tormenta estalló en ese momento, limitando la visibilidad y aumentando la dependencia de la bayoneta, ya que la lluvia mojaba la munición de la infantería y la dejaba inservible. Kearny llegó en ese momento con su división, y desplegó a la brigada del general de brigada David B. Birney a la izquierda de Stevens, ordenándole que atacara. Birney consiguió acercarse a las líneas confederadas pero su ataque se estancó en el combate cuerpo a cuerpo con la división del mayor general A.P.Hill. Kearny, debido a la confusión de la batalla, entró en las líneas confederadas y murió. Cuando las otras dos brigadas de Kearny llegaron al campo de batalla, Birney utilizó estos refuerzos para cubrir su retirada hacia el sur del campo de hierba, terminando de esta manera la batalla.

## Consecuencias
Esa noche Longstreet llegó para relevar a Jackson y continuar la batalla por la mañana. Los dos bandos estaban tan cerca que algunos soldados despistados entraron en los campamentos enemigos. El Ejército de la Unión se retiró a Germantown y Fairfax Court House esa noche, continuando su retirada hasta las defensas de Washington los días siguientes. La caballería confederada intentó una persecución de las tropas en retirada, pero no causó importantes daños al ejército de la Unión.
La batalla puede considerarse tácticamente inconclusa. Aunque el movimiento de flanqueo de Jackson fue interceptado y fue incapaz de bloquear la retirada de la Unión o destruir el ejército de Pope, los historiadores del National Park Service cuenta la batalla de Chantilly como una victoria estratégica confederada porque neutralizó cualquier ataque de Pope y dejó el camino libre a Lee para iniciar su Campaña de Maryland. La Confederación también consideraba que había conseguido una victoria táctica ya que había mantenido el terreno tras la batalla. Murieron dos generales de la Unión y un jefe de brigada de la Confederación. Pope consideró el ataque como una muestra del continuo peligro en que se encontraba su ejército, reforzando su idea de retirarse hacia las fortificaciones de Washington. Lee comenzó la Campaña de Maryland que culminaría con la batalla de Antietam. El Ejército del Potomac, bajo el mayor general George B. McClellan, absorbió las fuerzas del Ejército de Virginia de Pope, el cual fue desbandado y desapareció como ejército.